# Christian Zetlitz Bretteville

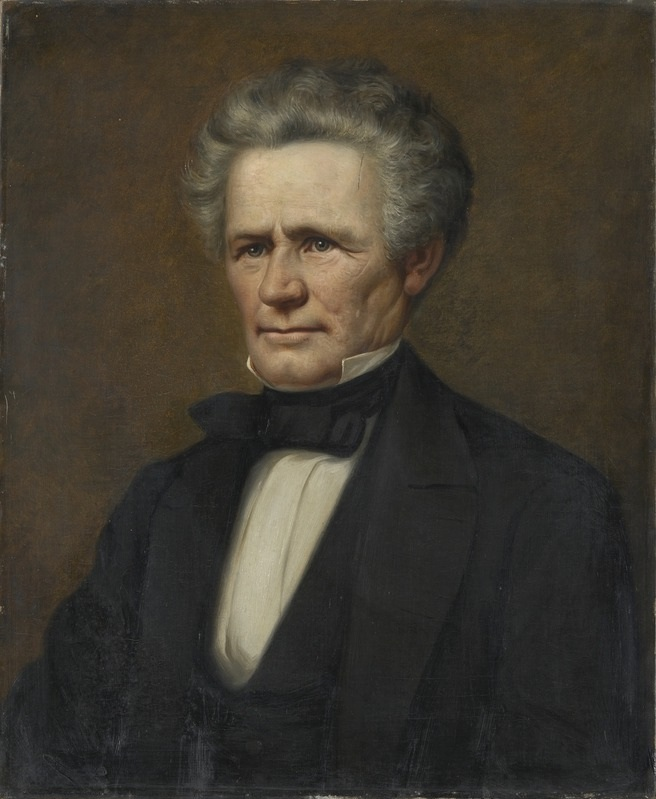
Christian Zetlitz Bretteville (Gemälde unbekannten Datums von Knud Bergslien)

Christian Zetlitz Bretteville (* 17. November 1800 in Stavanger; † 24. Februar 1871 in Christiania) war ein norwegischer Politiker. Er war Bürgermeister in Christiania (Oslo) sowie norwegischer Innenminister und amtierender norwegischer Ministerpräsident in Stockholm vom 16. Dezember 1858 bis Juni 1859 und wieder im Jahr 1861.